# Marsiling
Marsiling – stacja naziemna Mass Rapid Transit (MRT) na North South Line w Singapurze. Stacja znajduje się na zachód od Woodlands.